# Blaps cordicollis
Blaps cordicollis – gatunek chrząszcza z rodziny czarnuchowatych i podrodziny Tenebrioninae.
Gatunek ten został opisany w 1848 roku przez Antoine'a Josepha Jean Soliera. Klasyfikowany jest w grupie gatunków B. cordicollis. Badania przeprowadzone przez Condamine i współpracowników w 2011 wskazywały, że zajmuje pozycję siostrzaną względem B. kollari, natomiast według badań z 2013 roku jest gatunkiem siostrzanym dla kladu obejmującego B. kaifensis i B. judaeorum, a linie ewolucyjne B. cordicollis i wspomnianego kladu rozeszły się około 5 mln lat temu, w pliocenie.
Chrząszcz ten jest endemitem Egiptu. Jako lokalizację typową Solier wskazał Aleksandrię.